# Hochzeitswald

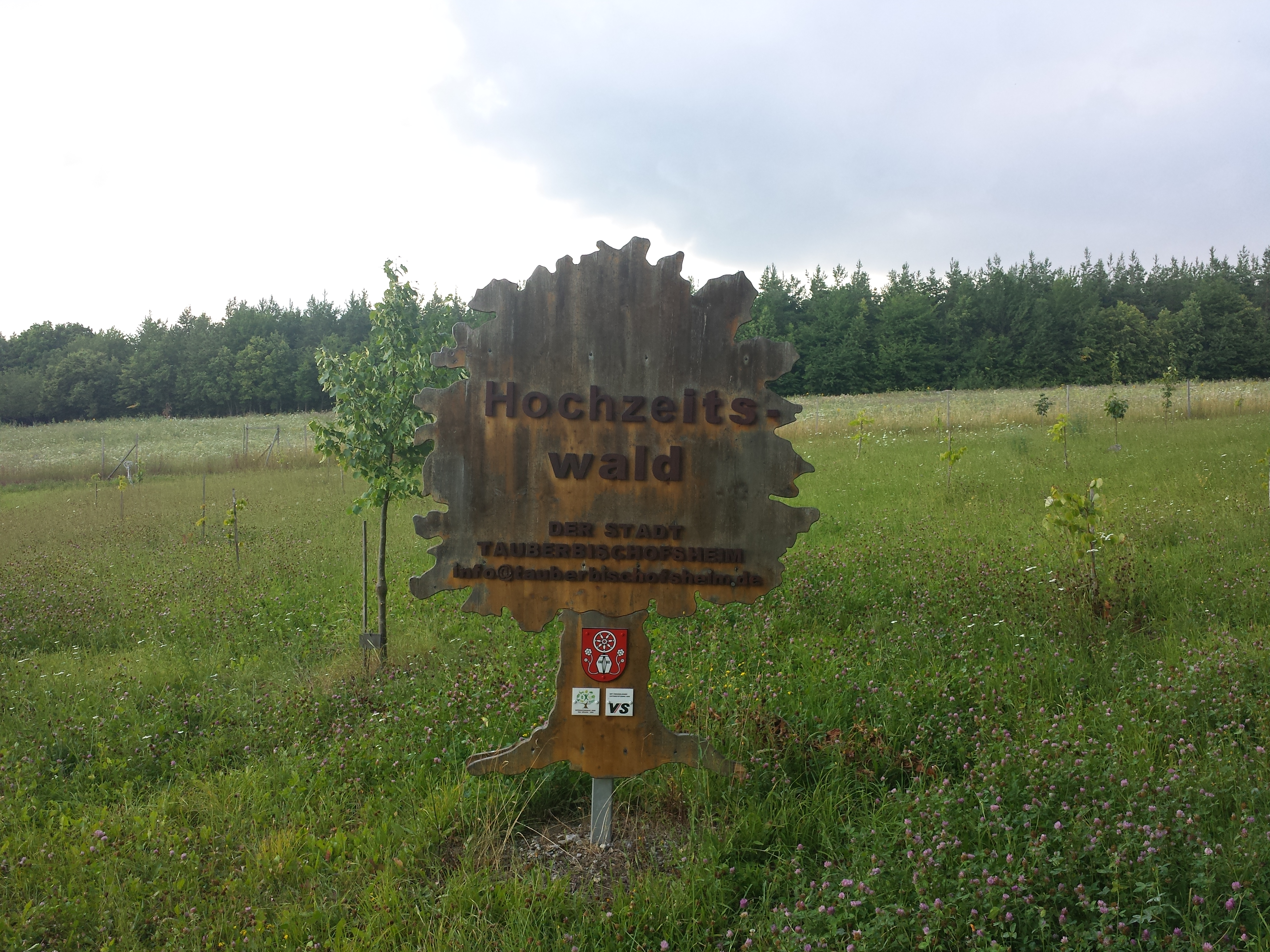
Ein Hochzeitswald in Tauberbischofsheim

Ein Hochzeitswald ist eine in vielen Städten und Gemeinden verbreitete Gelegenheit für Brautpaare, einen Baum auf einer bestimmten Fläche zu pflanzen. Dazu wird in der Regel von der Gemeindeverwaltung eine spezielle Fläche vorgehalten. Oft hilft die Kommune bei der Bestellung des Baumes und der fachgerechten Durchführung der Pflanzung.
Einige Kommunen berufen sich dabei auf historische Ursprünge. So verweist zum Beispiel die Gemeinde Schweindorf im Landkreis Wittmund auf eine Verfügung des Fürsten Christian Eberhard von Ostfriesland aus dem Jahre 1697, gemäß der alle neu vermählten Ehepaare im Harlingerland eine Eiche zu pflanzen hätten. Die Samtgemeinde Holtriem schenkt in Erinnerung an diese Verfügung allen Ehepaaren, die sich auf dem Standesamt in Westerholt haben trauen lassen, einen Eichenbaum. Dieser darf entweder im eigenen Garten oder im Hochzeitswald gepflanzt werden.